# Kazuhiko Inoue
Kazuhiko Inoue (井上和彦?, Inōe Kazuhiko; Prefettura di Kanagawa, 26 marzo 1954) è un attore e doppiatore giapponese.

## Doppiaggio

### Anime
- Adventures of Puss-in-Boots (Torusen)
- Anne of Green Gables (Gilbert)
- Anime Sanjushi (Principe Bakkingamu)
- Antique Bakery (Jean Baptiste Hevens)
- Arrow Emblem Grand Prix no Taka
- Ashita Tenki ni Nare! (Otaguro)
- Axis Powers Hetalia (Austia YouTube Worker =3=)
- Bagi, the Monster of Mighty Nature (Ryo)
- Bakumatsu kikansetsu irohanihoheto (Sotetsu Ibaragi)
- Banner of the Stars II (Nereis-Nefee)
- Bats and Terry (Batsu)
- Battle athletes daiundōkai (Eric Roberts)
- Blue Comet SPT Layzner (Null Alberto/Eiji Asuka)
- Blue Seed (Mamoru Kusanagi)
- Bomberman Bidaman Bakugaiden (Sasuraibon) (Episodio 16)
- Borgman 2030 (Chuck)
- Candy Candy (Anthony)
- Captain Future (Ken Scott)
- Captain Future Kareinaru Taiyokei Race (Mechaman No. 44)
- Capitan Tsubasa (Carlos Santana)
- Chogattai Majutsu Robot Ginguiser (Goro Shirogane)
- Chrono Crusade (Aion)
- City Hunter (Shin'ichi Yotsui) (Episodio 22)
- Cosmo Police Justy (Just Kaizard)
- Cowboy Bebop - Il film (Ghadkins/Shadkins)
- Cyberpunk: Edgerunners (Faraday)
- Cyborg 009 (Shimamura Joe/009)
- Cyborg 009 gekijô ban: chô ginga densetsu (Shimamura Joe/009)
- Darker than Black (November11)
- Descendants of Darkness (Mibu Oriya) (Episodi 10, 11, 13)
- Detective Conan (Ninzaburo Shiratori) (Episodi 205-)
- Detective Conan: Solo nei suoi occhi (Kyosuke Kazato)
- Detective Conan: Trappola di cristallo (Ninzaburo Shiratori)
- Detective Conan: Il fantasma di Baker Street (Ninzaburo Shiratori)
- Detective Conan: La mappa del mistero (Ninzaburo Shiratori)
- Detective Conan: Il mago del cielo d'argento (Ninzaburo Shiratori)
- Detective Conan: La strategia degli abissi (Ninzaburo Shiratori)
- Detective Conan: Requiem per un detective (Ninzaburo Shiratori)
- Detective Conan: L'isola mortale (Ninzaburo Shiratori)
- Detective Conan: La musica della paura (Ninzaburo Shiratori)
- Detective Conan: ... E le stelle stanno a guardare (Ninzaburo Shiratori)
- Meitantei Conan - Tenkū no lost ship (Ninzaburo Shiratori)
- Meitantei Conan - Chinmoku no quarter (Ninzaburo Shiratori)
- Detective Conan: L'undicesimo attaccante (Ninzaburo Shiratori)
- Doraemon-1979 (Insegnante di Nobita)
- Doraemon nel paese preistorico (T/P Squad)
- Doraemon: Nobita no sōsei nikki (Yoshihide)
- Doraemon: What Am I for Momotaro
- Dungeon Food (Tansu)
- Elementalors (Shiki)
- Ergo Proxy (Kazukisu) (Episodio 9)
- Excel Saga (Dick; Shioji Gojo)
- Fairy Tail (Gildarts Clive)
- Fang of the Sun DOUGRAM (Krin)
- Fruits Basket (Hatori Sohma)
- Galaxy Angel (Dr. Minami Asagaya)
- Glass no Kamen
- Golion (Akira Kogane)
- Gravitation (Eiri Yuki)
- Grey : Digital Target (Grey)
- Guilty Crown (Shuuichiro Keido)
- Haou Taikei Ryuu Knight (Larser)
- HappinessCharge Pretty Cure! (Deep Mirror; Red)
- Harukanaru toki no naka de - Hachiyō shō (Tachibana no Tomomasa)
- Harukanaru toki no naka de ~Maihitoyo~ (Tachibana no Tomomasa)
- Hotori - Tada Saiwai wo Koinegau (Professor Shimizu)
- Humanoid Monster Bem (Bem)
- Idol Tenshi Youkoso Yoko (Mikkii)
- Igano Kabamaru (Kinshirou)
- Ikkyu-san (Tetsusai)
- Inuyasha (Ryukotsusei)
- Le bizzarre avventure di JoJo: Battle Tendency (Kars)
- Jungle wa itsumo Hare nochi Gū (Reiji-sensei)
- Junjō romantica (You Miyagi)
- Hyou Senki (Ryouma Sakamoto)
- Tutor Hitman Reborn! (Gamma)
- Katri, Girl of the Meadows (Akki)
- Keep Your Hands Off Eizouken! (Mr. Fujimoto)
- Kino no tabi (Kino) (Episodio 4)
- Kōtetsu Sangokushi (Ryousou Kouketsu) (Episodi 1-4)
- Kyo Kara Maoh! (Lord Gunter von Christ)
- Legend of Basara (Shuri)
- Legend of the Galactic Heroes: Overture to a New War (Attenborough)
- Legendz: La leggenda dei re draghi (Shiron the Windragon; Ranshiin)
- Let's Dance With Papa (Shigure Amachi)
- Lucy of the Southern Rainbow (John)
- Machine Robo: Revenge of Cronos (Rom Stol)
- Mahou no Tenshi Creamy Mami (Shingo Tachibana)
- Mahou no Yousei Persia (Kenji Sawaki)
- La malinconia di Haruhi Suzumiya (Keiichi Tamaru, episodi 6 e 8)
- Master of Epic: The Animation Age (Cognite)
- Magical Angel Creamy Mami (Shingo Tachibana)
- Mister Ajikko (Takao Ajiyoshi)
- Mobile Suit Gundam Seed MSV Astray (Gai Murakumo)
- Mobile Suit Z Gundam (Jerid Messa)
- Mobile Suit Zeta Gundam: A New Translation (Jerid Messa)
- I cavalieri di Mon (Principe Eccentro)
- Moonlight Mile (Goro Saruwatari)
- Nanaka 6/17 (Onigiri)
- The Seven Deadly Sins - Nanatsu no taizai (Re dei Demoni Zeldris)
- Naruto (Kakashi Hatake)
- Naruto Shippuden (Kakashi Hatake) (Denka)
- Natsume degli spiriti (Madara/"Nyanko-sensei")
- Ninja Senshi Tobikage (Jō Maya)
- Oishinbo (Shirou Yamaoka)
- Omishi Magical Theater Risky Safety (Bezetto Serges)
- Once Upon a Time (Windaria) (Jiru)
- One Piece (Monkey D. Dragon (giovane))
- Oroshitate Musical Nerima Daikon Brothers (Korean Pachinko Parlor Owner) (Episodio 2)
- Host Club - Amore in affitto (Yuzuru Suoh) (Episodi 25 & 26)
- Princess Nine (Hidehiko Hayakawa)
- Ranma ½ (Mikado Sanzenin)
- Ranma ½: Le sette divinità della fortuna (Bishamonten; Mikado Sanzenin)
- Ranma ½ (serie animata 2024) (Happosai)
- Romeo × Juliet (William)
- RWBY: Ice Queendom (Professor Ozpin)
- Kenshin - Samurai vagabondo (Shigure)
- The Sacred Blacksmith (Hugo Housman)
- SaiKano (Padre di Shuuji)
- I Cavalieri dello zodiaco (Ouko) (Episodi 33-34)
- Saint Tail (Gen'ichirou Haneoka)
- Samurai Deeper Kyo (Muramasa)
- Samurai X: The Motion Picture (Takimi Shigure)
- Sanctuary
- School Rumble (Padre di Eri) (Episodio 8)
- Sei Jūshi Bismarck (Bill Wilcox)
- Seikai no senki (Néreis-Nefee)
- Sekushi Commando Gaiden: Sugoiyo! Masaru-san (Tanaka "Susan" Fumiko)
- Shinshaku Sengoku Eiyuu Densetsu Sanada Jyuu Yuushi The Animation (Jinpachi Nezu)
- Shinshaku Sengoku Eiyuu Densetsu Sanada Jyuu Yuushi The Animation (Nezu Jinpachi)
- Showa ahozoshi akanuke ichiban! (Koujirou)
- Shrine of the Morning Mist (Tadaaki Amatsu)
- Soreike! Anpanman (Katsubushiman)
- Space Battleship Yamato (Akira Yamamoto)
- Space Pirate Mito (Mitsukuni Kagerou)
- Space Warrior Baldios (David)
- Spiral: Suiri no kizuna (Kiyotaka Narumi)
- Super Dimensional Cavalry Southern Cross (Alan)
- Sword for Truth (Shurannosuke Sakaki)
- Tactics (Watanabe)
- Tenkū Senki Shurato (Karura Oh Reiga)
- Ginga tetsudō monogatari (Yuuki Wataru)
- The Ideon: A Contact (Hatari Naburu)
- The Ideon: Be Invoked (Hatari Naburu)
- Oltre le nuvole, il luogo promessoci (Kumo no mukō, yakusoku no basho) (Tomizawa)
- Batticuore notturno - Ransie la strega (Rocky; ep. 27)
- Muteking (Muteking)
- Touch (Akio Nitta)
- Touch: Are kara, Kimi wa... - Miss Lonely Yesterday - (Akio Nitta)
- Touch: Cross Road - Kaze no Yukue (Bob)
- Lamù (Tsubame Ozuno)
- Vampire Princess Miyu (Pazusu)
- Minami no Niji no Rushi (Dottor S. Deighton)
- Übel Blatt (Glenn)[1]
- Wrath of the Ninja (Hayate no Sakon)
- X (Yuuto Kigai)
- Yoroshiku Mechadock (Nachi Wataru)
- Yu-Gi-Oh! Duel Monsters GX (DD)
- Zillion (Champ)
- Zillion: Burning Night (Champ)
- PB&J Otter  (Peanut Otter)
- One Piece (Monkey D. Dragon 2° voce)

### OVA e ONA
- Ace wo Nerae! 2 (Takayuki Todou)
- Ace wo Nerae! Final Stage (Takayuki Todou)
- Akai Hayate (Hayate)
- Angel's Feather (Reiya Wakabayashi)
- Battle Royal High School (Yuuki Toshihiro)
- Biohunter (Kamagaya)
- Blue Seed 1.5.2 Kasanagi Special (Mamoru Kusanagi)
- Blue Seed Beyond (Mamoru Kusanagi)
- Daimaju Gekito: Hagane no Oni (Haruka Alford)
- Dangaio (Burst) (Episodio 3)
- Detective Conan: 16 Suspects (Ispettore Shiratori)
- Dream Dimension Hunter Fandora (Sorto)
- Earthian (Kagetsuya)
- The Five Star Stories (Colus III)
- Gall Force: Earth Chapter (Bauer)
- Fuma no Kojirou: Yasha-hen (Kousuke Mibu)
- Fushigi yûgi (Rokou) (Episodio 3)
- Gravitation: Lyrics of Love (Eiri Yuki)
- Handsome Girl (Okita)
- Harukanaru toki no naka de ~Ajisai Yumegatari~ (Tachibana no Tomomasa)
- Harukanaru toki no naka de 2 ~Shiroki ryuū no miko~ (Hisui)
- Giochi d'amore (Nagisa Sawa)
- Harukanaru toki no naka de 4 ~Kurenai no tsuki~ (Kajiwara Kagetoki)
- Koko wa Greenwood (Kazuhiro Hasukawa)
- High School Aurabuster (Suguro the Raishou)
- Hyakujitsu no Bara (Maiden Rose)(Klaus)
- Kusatta Kyoushi no Houteishiki (Masayoshi Shibata)
- Yajikita Gakuen Douchuuki: Maboroshi no Sumeragi Ichizoku-hen
- Vie Durant (Shiriizu)
- Urban Square (Ryo Matsumoto)
- The Samurai (Torai)
- Tobira o Akete (Saiki Haruka)
- The Phoenix: Chapter of Yamato (Oguna)
- Takegami - Guardian of Darkness (Koichi)
- Tales of Phantasia (Klarth F. Lester)
- La leggenda di Arslan (Daryuun)
- Kujaku l'esorcista (Kou Kaihou)
- Starship Troopers - Uchū no Senshi (Smith)
- Super Atragon (Storner)
- Seikimatsu Darling (Yoichuroh Takasugi)
- Samurai: Hunt for the Sword (Torai Nanban)
- Salamander
- The Grimm Variations (Papà)
- Rhea Gall Force (Bauer)
- Parasite Dolls (Buzz)
- Otohime Connection (Michio Hirano)
- Megazone 23 Part II (Garam)
- Maiden Rose (Klaus von Wolfstadt)
- Luna Varga (Gilbert)
- Lunn Flies into the Wind (Akira Toyoda)
- Leina: Wolf Sword Legend (Rom Stol; Sonoda)
- Ginga eiyū densetsu (Dusty Attenborough)
- Kujibiki Unbalance (Yuya Kaburaki)
- Jinzō ningen Kikaider (Kikaider 00/Rei)
- Junk Boy (Manai Tetsu)
- Justy (Justy Kaizard)
- Iriya no sora, UFO no natsu (Enomoto)
- Jungle wa itsumo Hale nochi Guu Deluxe (Reji)

### Videogiochi
- Battle Stadium D.O.N (Kakashi Hatake)
- Bravely Default II (Elvis)
- BS Fire Emblem: Akaneia Senki (Kamiy, Frost)
- Cowboy Bebop - Tsuioku no serenade (Steyr)
- Crisis Core: Final Fantasy VII (Angeal Hewley)
- Crisis Core: Final Fantasy VII Reunion (Angeal Hewley)
- Demon's Souls (Remake) (Satsuki)
- Drakengard 3 (Decad)
- Dynasty Warriors: Gundam (Jerid Messa, Johnny Ridden)
- Dynasty Warriors: Gundam 2 (Jerid Messa, Johnny Ridden)
- Dynasty Warriors: Gundam 3 (Jerid Messa)
- Fate/Extella Link (Ruler/Karl der Grosse)
- Final Fantasy VII: Ever Crisis (Angeal Hewley)
- Fire Emblem Heroes (Camus)
- Fire Emblem Echoes: Shadows of Valentia (Zeke)
- Fragrance Tale
- Ghostwire: Tokyo (KK)
- Granblue Fantasy (Siegfried)
- Granblue Fantasy: Versus Rising (Siegfried)
- Granblue Fantasy: Relink (Siegfried)
- Hana Ki Sou (Kurotaka)
- Harukanaru toki no naka de (Tachibana no Tomomasa)
- Harukanaru toki no naka de 2 (Hisui)
- Harukanaru toki no naka de 3 (Kagetoki Kajiwara)
- Harukanaru toki no naka de 3: Izayoi-ki (Kagetoki Kajiwara)
- Harukanaru toki no naka de 3: Unmei no labyrinth (Kagetoki Kajiwara)
- Harukanaru toki no naka de - Maihitoyo (Tachibana no Tomomasa)
- Harukanaru toki no naka de 4 (Kazahaya)
- Hoshi no Oujo
- Hoshi no Oujo 2
- Hoshi no Oujo 3 (Amaterasu)
- JoJo's Bizarre Adventure: All Star Battle (Kars)
- JoJo's Bizarre Adventure: Eyes of Heaven (Kars)
- JoJo's Bizarre Adventure: All Star Battle R (Kars)
- Jump Force (Kakashi Hatake)
- Kingdom Hearts II (Principe Eric)
- Langrisser I & II (Lance)
- Live A Live (Remake) (Kirk Wells)
- Mana Khemia: Alchemists of Al-Revis (Seppl Kleiber)
- Metaphor: ReFantazio (Neureirus Corvus Corax)
- Mizu no Senritsu ( (桐原貴人?, Kirihara Kijin))
- Mizu no Senritsu 2 ～緋の記憶～ ( (桐原貴人?, Kirihara Kijin))
- Mobile Suit Gundam: Encounters in Space (Johnny Ridden)
- Mobile Suit Gundam SEED Battle Destiny (Gai Murakumo)
- Mugen no Frontier: Super Robot Wars OG Saga (Reiji Arisu)
- Namco × Capcom (Reiji Arisu)
- Naruto: Narutimate Hero (Kakashi Hatake)
- Naruto: Narutimate Hero 2 (Kakashi Hatake)
- Naruto: Narutimate Hero 3 (Kakashi Hatake)
- Naruto Shippuuden: Narutimate Accel (Kakashi Hatake)
- Naruto Shippuuden: Narutimate Accel 2 (Kakashi Hatake)
- Nioh 2 (Oda Nobunaga)
- Persona Q2: New Cinema Labyrinth (Doe, Padre di Hikari)
- Project X Zone (Reiji Arisu)
- Project X Zone 2 (Reiji Arisu)
- Puyo Puyo (PC-Engine Version) (Schezo Wegey)
- R's Study: Act II (Ｒの書斎〜第二幕〜?, R no Shosai ~Daini Maku~)
- Resistance: Retribution (James Greyson)
- Rune Factory: Guardians of Azuma (Hakuryu)
- Silver Chaos
- Silver Chaos 2
- Star Ocean (Ashlay Bernbeldt, Jie Revorse)
- Summon Night 2 (Sion)
- Super Robot Wars Alpha (Jerid Messa)
- Super Robot Wars Alpha Gaiden (Hwang Yanglong, Jerid Messa)
- Super Robot Wars Alpha 3 (Hatari Nabaru)
- Super Robot Taisen OG Saga: Endless Frontier (Reiji Arisu)
- Super Robot Wars Z (David Wayne, Jerid Messa)
- Super Robot Wars OG Saga: Endless Frontier EXCEED (Reiji Arisu)
- Super Robot Wars V (Jerid Messa)
- Tales of Phantasia (Klarth F. Lester)
- Tenchu Z (Shigi)
- Triangle Strategy (Flanagan Groot)
- Uncharted 4: Fine di un ladro (Sam Drake)
- Uncharted: L'eredità perduta (Sam Drake)
- Wo Long: Fallen Dynasty (Cao Cao)
- Zone of the Enders: The 2nd Runner (Dingo Egret)

### Serie TV e Film
- Mechanical Violator Hakaidar
- Zeiram 2 (Bob)
- Atomic Betty (Atomic Roger)
- Batman (1966)
- La Bibbia (1966)
- Urban Cowboy (1980)
- Nightmare - Dal profondo della notte (Glen Lantz) (1984)
- The Natural (1984)
- Cocoon - L'energia dell'universo (Jack Bonner) (1985)
- Stand by Me - Ricordo di un'estate (1986)
- Beverly Hills Cop II - Un piedipiatti a Beverly Hills II (Det. William 'Billy' Rosewood) (1987)
- La retata (1987)
- Big (1988)
- Cocoon - Il ritorno (Jack Bonner) (1988)
- Look Who's Talking (James Ubriacco) (1989)
- The Little Mermaid (Principe Eric) (1989)
- Harry, ti presento Sally... (Harry) (1989)
- Look Who's Talking Too (James Ubriacco) (1990)
- Nikita (1990)
- Backdraft (1991)
- Look Who's Talking Now (James Ubriacco) (1993)
- Beverly Hills Cop III - Un piedipiatti a Beverly Hills III (Det. William 'Billy' Rosewood) (1994)
- Black Beauty (Black Beauty) (1994)
- Get Shorty (Chili Palmer) (1995)
- Sabrina (Linus Larrabee) (1995)
- DNA (Dr. Ash Mattley) (1997)
- The MatchMaker (Sean Kelley) (1997)
- A Civil Action (Jan Schlichtmann) (1998)
- Air America (Henry Stanley) (1998)
- Blade Squad (Tarkenton)
- The Faculty (Willis) (1998)
- C'è posta per te (Joe Fox) (1998)
- Sex Crimes - Giochi pericolosi (Sgt. Ray Duquette) (1998)
- Law & Order: Corruption Empire (Detective Rey Curtis) (1999)
- Notting Hill (1999)
- The General's Daughter (Warr. Off. Paul Brenner) (1999)
- Wild Wild West (U.S. Marshal Artemus Gordon) (1999)
- Beethoven's 3rd (Richard Newton) (2000)
- Cast Away (Chuck Noland) (2000)
- Double Tap (Rick Pang) (2000)
- Magic Numbers - Numeri magici (Russ Richards) (2000)
- Mission to Mars (Nicholas Willis) (2000)
- Okinawa Rendez-vous (Jimmy Tong) (2000)
- La sirenetta II - Ritorno agli abissi (Principe Eric) (2000)
- Under Pressure (Crowley) (2000)
- 15 minuti - Follia omicida a New York  (Jordy Warsaw) (2001)
- A.I. (Henry Swinton) (2001)
- Beethoven's 4th (Richard Newton) (2001)
- Unico testimone (Frank Morrison) (2001)
- The One (Jet Li) (2001)
- Ally McBeal (2002)
- Enough (Mitch Hiller) (2002)
- Secretary (E. Edward Grey) (2002)
- Spun (Cuoco) (2002)
- The Transporter (Frank Martin) (2002)
- 24 (Max) (2003)
- Raising Helen (Pastor Dan) (2003)
- The Order (Alex) (2003)
- Timeline (Lord Oliver) (2003)
- Intrigo a Barcellona (Art Heist) (2004)
- Lost (Jack Shephard) (2004, doppiato nel 2006)
- Be Cool (Chili Palmer) (2005)
- Herbie - Il super Maggiolino (Ray Peyton Sr.) (2005)
- House of Wax (2005)
- Zathura - Un'avventura spaziale (2005)
- Flags of Our Fathers (James Bradley) (2006)
- Thomas the Tank Engine and Friends (Japan) (Flying Scotsman)
- Meet the Robinsons (Cornelius Robinson) (2007)
- Predators (Royce) (2010)

## Album e canzoni
CD
- Ai (愛) (2003/6)
- Aurora Curtain (オーロラのカーテン)
- Bokura no Sora (僕らの空 Chiguhagu)
- Bokura no Sora II (僕らの空 II)
- Have a Good Dream
- Hybrid Child (Kotarō Izumi)
- Koi (恋) (2003/3)
- Long Time No See (1992)
- Monja de Chiguhagu (MONJA！de ちぐはぐ)
- Ohayou-Oyasumi (おはようおやすみ) VOL.1
- 海人 ハミハミハ島の伝説
- 海人 ハミハミハ島の伝説イメージソング
- White Land

EP or LP
- P.S. I Love You (P.S.アイ・ラブ・ユー) (1980)
- あいつは噂のバイシクル
- Omoide no Natsu/Inoue Kazuhiko II (想い出の夏/井上和彦II) (1981)
- ２１エモン
- 王様の耳はファンタジー
- 彗星物語 (Comet Story) (1982)
- Morning Breeze (モーニングブリーズ) (1984)
- 夢みるお年頃
- ポセイドンの伝説
- ペアペア アニメージュ
- ＣＨＯＫＩ!
- バオバブ･パーティー
- バオバブパーティー ２
- バオバブ・シンガーズ
- ムテキングとんでもジョッキー